# Roll Over Beethoven
Pour les articles homonymes, voir Beethoven (homonymie).
Singles de Chuck Berry
No Money Down
(1955) Too Much Monkey Business
(1956)
Roll Over Beethoven est une chanson écrite et interprétée par Chuck Berry en 1956.
La chanson n'atteint que la 29e place au Billboard Hot 100 mais devient un des morceaux emblématiques du rock 'n' roll. On en compte plus de 340 reprises dont la plus célèbre est sans doute celle des Beatles en 1963.
Roll Over Beethoven est l'un des 50 enregistrements choisis en 2003 pour intégrer le Registre national des enregistrements de la Bibliothèque du Congrès. Il occupe la 97e position du « classement des 500 meilleures chansons de tous les temps » du magazine Rolling Stone. Il est également inclus dans la liste de « chansons qui ont façonné le rock 'n' roll » du Rock and Roll Hall of Fame.

## Historique
Pour ce titre, Chuck Berry est inspiré par sa sœur Lucy, qui souhaitait monopoliser le piano familial pour jouer de la musique classique, alors que Berry préférait jouer du rock 'n' roll,,. Il fait référence au compositeur Ludwig van Beethoven, censé se retourner dans sa tombe avec l'irruption du rock 'n' roll sur les radios et dans les juke-boxes. Beethoven n'est pas le seul compositeur cité ; Tchaïkovski y est également mentionné à deux reprises. En 1986, Berry révèle dans une biographie que la présence de ces deux compositeurs est également un clin d’œil à ses deux sœurs, Lucy et Thelma, respectivement chanteuse et pianiste classique.
Édité chez Chess Records, le premier enregistrement est réalisé le 19 avril 1956, (ou le 16 avril) dans les studios Universal situé au 111 sur East Ontario Street à Chicago (ou aux studios Chess situés au 4750 Cottage Grove à Chicago).
Ce quatrième single de Berry sort dès le mois de mai avec Drifting Heart en face B. Sur l'étiquette, elle est créditée à « Chuck Berry and his Combo » en tant qu'interprète, alors que la version anglaise (London HLU 8428) indique « Chuck Berry with Instrumental Accompaniment ». Bien qu'ayant reçu un accueil modeste à sa sortie avec une 29e place au Billboard Hot 100, ce titre est devenu l'un des morceaux emblématiques du rock 'n' roll,,, comptant plus de 340 reprises.
La première diffusion en 33 tour paraît en décembre 1956 sur la bande originale (en) du film Rock, Rock, Rock! (Chess 1425) bien qu'elle ne soit pas entendue dans le film. Berry y est vu mimant sa chanson You Can't Catch Me.
Jusqu'à ces derniers concerts, Roll Over Beethoven demeure dans la liste des titres joués comprenant 
vingt-cinq enregistrements distincts connus.

### Interprétation de la chanson
Les paroles « Early in the mornin' I'm a givin' you my morning » sont une référence à Louis Jordan et son morceau Early In The Mornin' issu du film Look-Out Sister (en) de 1949. L'introduction de Roll Over Beethoven est d'ailleurs une version accélérée de celle de Ain't That Just Like A Woman (en) que Jordan sort en 1946. « Gonna mail it to my local DJ » semble s'adresser à Alan Freed, un disc-jockey qui lança la carrière de Berry en 1955 en diffusant son titre Maybellene sur WINS (AM), la radio de New York. « Blue Suede Shoes » se réfère à la chanson de Carl Perkins. L'expression « Hey diddle diddle, I'm a-play my fiddle » vient de la comptine du même nom et est une référence indirecte à Bo Diddley, autre artiste de Chess Records à cette époque, qui était également un très bon joueur de violon.
Pour le biographe Bruce Pegg, ce morceau est celui qui permet le mieux de comprendre les influences et le processus créatif de Chuck Berry. Sorti en 1956, alors que le rock 'n roll était en pleine expansion dans le pays, le titre est écrit en utilisant des métaphores médicales pour représenter la manière avec laquelle ce nouveau style musical se répand : « I got the rockin' pneumonia, I need a shot of rhythm and blues / I caught the rollin' arthritis sittin' down at the rhythm review ».

### Structure musicale
Le morceau est un blues à douze mesures, dans sa plus simple forme. La chaîne YouTube Holistic Songwriting en a réalisé une analyse en 2019.

### Droits d'auteur
En novembre 2000, le pianiste Johnnie Johnson, ancien musicien de Berry, l'assigne en justice au sujet d'une cinquantaine de morceaux qu'il aurait co-écrit avec lui, notamment Roll Over Beethoven. L'affaire fut classée sans suite en raison de la prescription des faits. Bien que non crédité, il semblerait donc que Roll Over Beethoven soit une collaboration Berry/Johnson,.

### Musiciens
- Chuck Berry : voix, guitare
- Johnnie Johnson : piano
- Leroy C. Lewis : saxophone ténor
- Vincent Pitts : trompette
- Willie Dixon : contrebasse
- Fred Below[7] et/ou Melvin Billups[7],[8] : batterie

### Classement et distinctions
| Classement (1956)              | Meilleure position |
| ------------------------------ | ------------------ |
| États-Unis (Billboard Hot 100) | 29                 |
| États-Unis (Billboard R&B)     | 2                  |

En 2003, Roll Over Beethoven est l'un des 50 enregistrements sélectionnés par la Bibliothèque du Congrès pour intégrer le Registre national des enregistrements. Le morceau obtient la 97e place du classement des 500 meilleures chansons du magazine Rolling Stone en 2004. Il conserve cette même position lors de sa mise à jour en 2010. Il est également inclus dans la sélection étendue des 660 « chansons qui ont façonné le rock 'n' roll » du Rock and Roll Hall of Fame.

### Compilations
Ce titre est devenu éponyme de nombreuses compilations de Chuck Berry : 

## Reprises et adaptations

### The Beatles
Pistes de The Beatles' Second Album
Thank You Girl
Pistes de With the Beatles
Please Mr. Postman Hold Me Tight
Roll Over Beethoven fait longtemps partie du répertoire du groupe rock britannique The Beatles; on peut l'entendre sur le bootleg Live! at the Star-Club in Hamburg, Germany; 1962. Avec neuf de ses chansons enregistrée, Berry est l'artiste le plus repris dans l'œuvre étendue des Beatles; Rock and Roll Music est la seconde publiée durant leur carrière active. Toutes les autres reprises sont placées sur des albums posthumes.
Le groupe enregistre Roll Over Beethoven le 30 juillet 1963 pour leur second album With the Beatles publié en novembre. Le chant solo est, comme toujours, confié au guitariste soliste George Harrison. Elle est aussi publiée en single au Canada le 9 décembre et atteint la 68e position du Billboard Hot 100, fait rare pour un disque offert en importation aux États-Unis. Elle est la chanson d'ouverture du disque The Beatles' Second Album publié aux États-Unis le 10 avril 1964 par Capitol Records affichant son titre en lettres capitales sur la pochette accompagnant She Loves You, un autre tube du groupe.
Elle sera enregistrée à sept reprises dans les studios de la BBC, la première fois le 21 mai 1963 et diffusée le 3 juin à l'émission Steppin’ Out, six mois avant sa publication sur disque. Une autre de ces prestations, enregistrée le 28 février 1964 et diffusée à l'émission From Us To You le 30 du mois suivant, est, depuis 1994, disponible sur l'album Live at the BBC. Une deuxième version, enregistrée le 1er août 1963 pour une mise en ondes à l'émission Pop Go the Beatles (en) du 3 septembre, est publiée sur On Air - Live At The BBC Volume 2 en 2013.
Cette reprise fait partie intégrante de leurs concerts, même lorsque leurs setlists étaient majoritairement constituées des chansons écrites par Lennon et McCartney. Ainsi, le 11 février 1964, lors de leur concert au Washington Coliseum, huit chansons sur douze étaient créditées à Lennon/McCartney, mais c'est tout de même Roll Over Beethoven qui ouvre le spectacle. Elle est aussi enregistrée sur scène à Los Angeles le 23 août et se retrouve sur le disque The Beatles at the Hollywood Bowl publié en 1977 et remastérisé en 2016. Une autre version, enregistrée en public au Karlaplansstudion de Stockholm, le 24 octobre 1963, est placée sur le disque Anthology 1 en 1995.
En 2023, elle est demixée grâce à un algorithme d'intelligence artificielle développé par l'équipe de Peter Jackson pour le projet The Beatles: Get Back. L'ordinateur peut ainsi individualiser les pistes des voix, des guitares et des autres instruments à partir du morceau fini tel qu'il a été diffusé en novembre 1963. Ceci a permis à Giles Martin de remixer la chanson afin de l'intégrer à la version étendue de l'« Album rouge », une des trois reprises, avec Twist and Shout et You Really Got a Hold on Me, maintenant dans cette collection.

#### Publication en France
La chanson arrive en France en mars 1964 sur la face A d'un 45 tours EP (« super 45 tours »), accompagnée  de You Really Gotta Hold On Me ; sur la face B figurent Boys et Love Me Do. La photo de la pochette est prise le  4 novembre 1963 à Londres sur la scène du Prince of Wales Theatre lors du Royal Variety Show (en),.

#### Musiciens
- George Harrison : voix principale, guitare soliste, claquement de mains
- John Lennon : guitare rythmique, claquement de mains
- Paul McCartney : basse, claquement de mains
- Ringo Starr : batterie, claquement de mains

#### Classement
| Classement (1963)               | Meilleure position |
| ------------------------------- | ------------------ |
| États-Unis (Billboard Hot 100)  | 68                 |
| États-Unis (Cashbox)            | 30                 |
| États-Unis (Record World)       | 35                 |
| Canada                          | 2                  |
| Pays-Bas (Nederlandse Top 40)   | 38                 |
| Allemagne                       | 31                 |
| Belgique (Ultratop 50 Wallonie) | 43                 |
| Norvège                         | 2                  |
| Australie                       | 1                  |

### Electric Light Orchestra
Singles de Electric Light Orchestra
10538 Overture
(1972) Showdown
(1973)
Pistes de ELO 2
Mama From the Sun to the World (Boogie No 1)

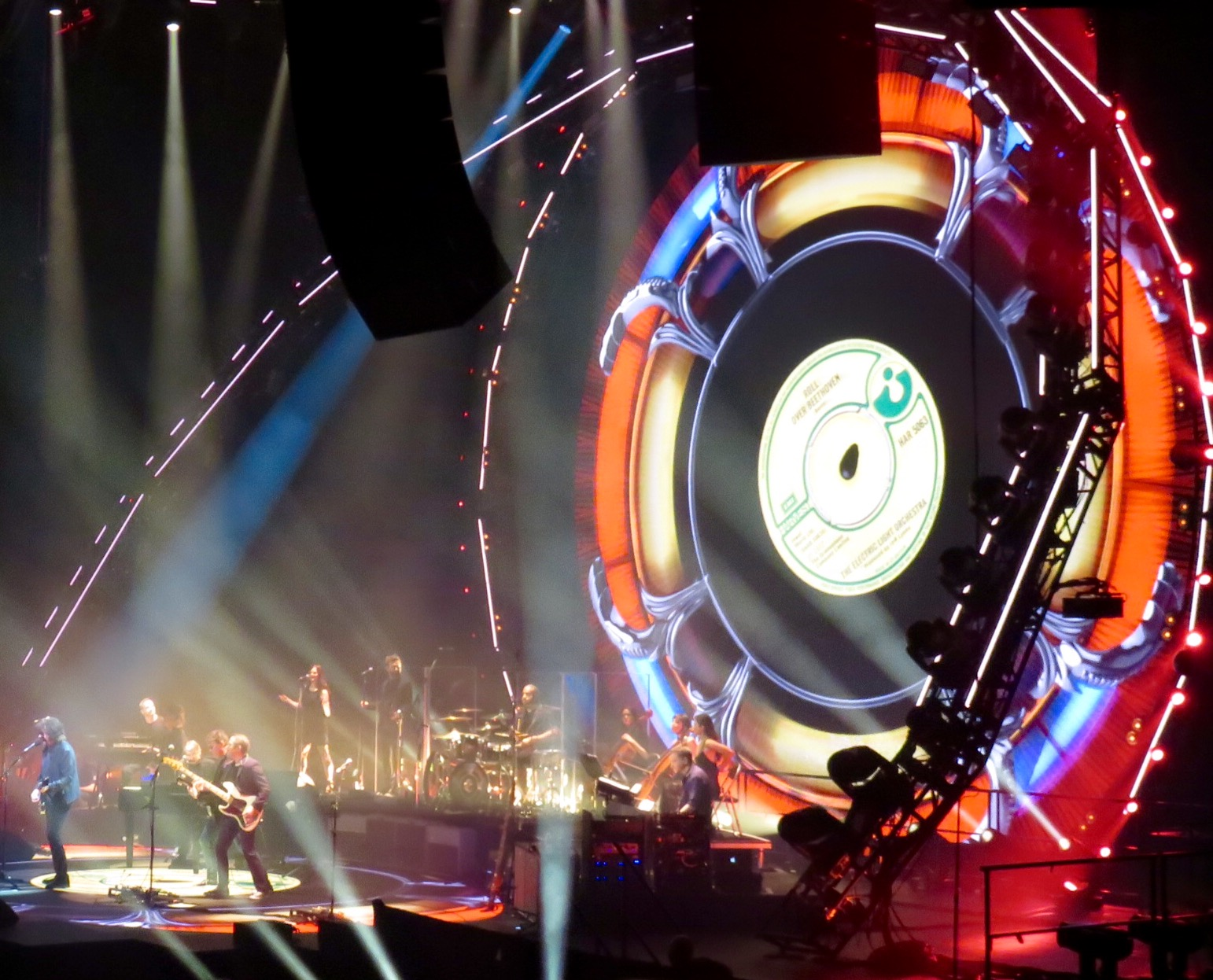
Roll Over Beethoven en concert

Enregistrée le 8 septembre 1972 aux studios AIR à Londres, la reprise d'Electric Light Orchestra sort en simple chez Harvest Records le 12 janvier 1973,.
En février 1973 sort leur deuxième album intitulé ELO 2 et sur lequel Roll Over Beethoven occupe la dernière piste de la face 1, dans une version de plus de 7 minutes (8 minutes sur la version américaine de l'album).
Incluant plusieurs extraits de la Symphonie n° 5 de Beethoven entre les couplets de la chanson, il s'agit du seul succès d'Electric Light Orchestra qui ne fut pas composé par Jeff Lynne. La formation souhaitant se définir comme un groupe de rock utilisant des instruments issus de la musique classique, le choix de cette reprise leur sembla naturel, s'agissant d'un standard du rock 'n roll dont les paroles mentionnent explicitement des compositeurs classiques.
D'un point de vue chronologique, il s'agit du deuxième single du groupe, après 10538 Overture sorti l'année précédente. Grâce à lui, ELO perce aux États-Unis et lance ainsi sa carrière internationale.
Elle devient une chanson emblématique du groupe, concluant la plupart de leurs concerts.
Le 7 avril 2017, Electric Light Orchestra est introduit au Rock and Roll Hall of Fame, moins d'un mois après la mort de Chuck Berry. Le groupe ouvrira la cérémonie avec Roll Over Beethoven en guise d'hommage.

#### Musiciens
- Jeff Lynne : voix, guitare, synthétiseur moog, harmonium
- Bev Bevan : batterie, percussions
- Wilf Gibson : violon
- Mike Edwards : violoncelle
- Colin Walker : violoncelle
- Michael De Albuquerque : guitare basse, harmonies vocales
- Richard Tandy : piano, guitare, harmonium, harmonies vocales, synthétiseur moog

Chaque musicien a contribué aux arrangements de ses propres instruments. Les pistes vocales sont enregistrées en dernier lieu, Jeff Lynne utilisant un microphone d'entrée de gamme afin de reproduire le son brut du titre original.

#### Classement
| Classement (1973)                 | Meilleure position |
| --------------------------------- | ------------------ |
| États-Unis (Billboard Hot 100)    | 42                 |
| États-Unis (Cash Box)             | 48                 |
| Royaume-Uni (Official UK Charts)  | 6                  |
| Allemagne (Top 50)                | 22                 |
| Pays-Bas (Dutch Top 30)           | 19                 |
| Pays-Bas (Top 40)                 | 26                 |
| Belgique (Ultratop 50 Vlaanderen) | 24                 |
| Belgique (Ultratop 50 Wallonie)   | 10                 |
| Australie (Go-Set (en))           | 33                 |
| Canada (RPM)                      | 19                 |

La reprise d'Electric Light Orchestra atteint la 705e place au Radio 2 Top 2000 aux Pays-Bas en 2001.

### Autres artistes
Informations issues de SecondHandSongs, sauf mention complémentaire.
Nombreux sont les artistes qui ont repris Roll Over Beethoven. Morten Reff, auteur de The Chuck Berry International Directory, en dénombre plus de 340.
On peut notamment citer :
- Carl Perkins[37] (1957) ;
- The Velaires (en) (1961, #51 US[38]) ;
- The Rolling Stones enregistre leur version le 26 octobre 1963 dans l'émission Saturday Club (en) sur la BBC mais elle n'est diffusée qu'en 2017 sur leur album On Air[39] ;
- Johnny Rivers (1964) ;
- Leon Russell en 1964 (dans l'émission Shindig![4],[40]), puis sur différents albums (Live in Japan[41] en 2012, The Montreux Sessions[42] en 2013)
- Jerry Lee Lewis , sur l'album The Return of Rock (1965) et sur l'album Together avec Linda Gail Lewis (1970, #71 US Country[43]);
- The Sonics, sur Here Are the Sonics (1965) ;
- The 13th Floor Elevators, sur The Psychedelic Sounds of the 13th Floor Elevators (1966) ;
- Gene Vincent, qui l'enregistre en mai 1969 et la chante en concert (par exemple lors de son 3e passage au Town Hall Party), mais qui ne paraitra qu'en 1980 sur son EP Rainyday Sunshine.
- Ten Years After, sur Live at The Fillmore East 1970 paru en 2001 ;
- Mountain, sur Flowers of Evil (1971) ;
- Shakin' Stevens (1972) ;
- Uriah Heep sur Uriah Heep Live (1973) dans leur Rock 'n' Roll Medley ;
- Gerry and the Pacemakers (1981) ;
- Narvel Felts (1982, #64 US Country[44]) ;
- Joint de culasse (avec Manu Chao), sur Superboum Rock and Roll (1982)[45] ;
- En 1989 puis en 1991, Jive Bunny and the Mastermixers utilisent Roll Over Beethoven dans leurs medleys Rock and Roll Party Mix et Rock 'N' Roll Hall of Fame[46] ;
- The Byrds, enregistrée live pour une radio suédoise en 1967 (coffret 4CD The Byrds, 1990) ;
- George Harrison, sur Live in Japan (1992) ;
- Iron Maiden (1992) : le titre est utilisé comme face B de From Now to Eternity. Les paroles en sont modifiées et le titre devient Roll Over Vic Vella[4] ;
- The Trashmen (1992) ;
- The Flamin' Groovies, sur A Collection of Rare Demos & Live Recordings (1993) ;
- Status Quo, sur Famous in the Last Century (2000) ;
- Trust, sur l'album Still-A-Live (2000)[47] ;
- Cliff Richard (2016) ;

Plusieurs versions instrumentales ont également vu le jour, dont celles de :
- Bill Black's Combo (1964) ;
- The Routers (1965) ;
- Sandy Nelson (1973).

Certains notent une forte similitude entre l'introduction du titre Fun, Fun, Fun des Beach Boys et le titre de Berry.

#### Adaptations en langue étrangère
| Langue   | Titre                  | Année | Adaptation     | Interprète(s)                                                          |
| -------- | ---------------------- | ----- | -------------- | ---------------------------------------------------------------------- |
| Français | Repose Beethoven       | 1964  | Manou Roblin   | Eddy Mitchell (album Panorama)                                         |
| Français | Au rythme et au blues  | 1964  | Manou Roblin   | Johnny Hallyday (album Johnny, reviens ! Les Rocks les plus terribles) |
| Finnois  | Romuks tää peetvoortti | 1980  | Timo Äikäs     | The Pentti Puntti Band                                                 |
| Finnois  | Barokki Beethoven      | 2016  | Moog Konttinen | Moog Konttinen                                                         |
| Allemand | Schuss in den Ofen     | 1977  | Mike Krüger    | Mike Krüger                                                            |
| Espagnol | Roll Over Beethoven    | 1965  | Rodrigo Garcia | Los Speakers                                                           |
| Espagnol | Me Siento Beethoven    | 1991  | Federico Arana | La Onda Vaselina                                                       |
| Espagnol | Fusilando a Beethoven  | 1964  | ...            | Los Apson                                                              |
| Bulgare  | Не Очаквай,Момче       | 1981  | ...            | Маргарита Хранова (Margarita Hranova)                                  |

## Utilisation dans les médias
Sauf indication contraire, les informations mentionnées dans cette section peuvent être confirmées par la base de données cinématographiques IMDb,  présente dans la section « Liens externes ».
- En 1983, probablement dû à leur amitié avec Richard Lester le réalisateur de leurs deux premiers films, la version des Beatles de cette chanson est entendue dans son film Superman III, sans être incluse dans l'album du film[53].
- En 1987, le rappeur LL Cool J sample le titre sur son morceau Go Cut Creator Go[54],
- En 1992, dans Beethoven,
- En 1993, dans Beethoven 2,
- En 1996, dans le film néerlandais De Zeemeerman (en),
- En 2006, dans le film Camping,
- En 2014, dans la série Cilla (en) (épisode 1),
- En 2018, dans la série Vain elämää (fi) (saison 8 - épisode 14).

D'autres chansons font référence aux paroles du titre de Berry :
- En 1957, Huey "Piano" Smith and the Clowns dans Rockin' Pneumonia and the Boogie Woogie Flu[55].
- En 1961, par l'auteur Terry Thompson dans A Shot of Rhythm and Blues, face B du titre You Better Move On de Arthur Alexander.